# 太田典生
太田 典生（おおた のりお、1940年12月14日 - ）は（株）ARKコンサルティングを設立者。経営コンサルタントとして多数のビジネスノウハウ本を著している。

## 概略
三重県生まれ。名古屋大学法学部卒業。家電メーカーで人事、マーケティング、新事業の立ち上げ、組織や体制づくりなどのプロジェクトを統括した経験をもつ。のちに大手コンサルティング会社に転職し、「組織活性化」「人材創り」「販売管理」の原理原則を体系化した。1988年（昭和63年）、独立して株式会社ARKコンサルティングを設立。「長所を伸ばせば、短所は味わいになる」の言葉でも知られる。多くの著書では、「明るく、楽しく、自分らしく、心豊かに」をモットーとした太田流人間学にもとづいたビジネス論、生きがい論を展開している。

## 著作
- 『売上目標達成のための販売管理システム』
- 『販売プロセス管理システム』
- 『顧客対応システムの創り方』
- 『リストラクチャリングをしたい会社の人が読む本』
- 『イキイキ会社はこう創る』
- 『ミドル諸君』
- 『実力派ミドルの行動原則』
- 『職場リーダーのパワーアップ原則』
- 『いい話のおすそわけ』
- 『毎朝1話出勤前に読む本』
- 『サバイバル42の鉄則』
- 『長になったらすべきこと』
- 『営業ほど素晴らしい仕事はない』
- 『部下を持つ人の行動術』
- 『5年後に笑う人・泣く人』
- 『プロリーダーの行動学』
- 『プロリーダーの問題解決とマネージメント』
- 『生き甲斐と自己実現を目指して』
- 『人生を潤すいい話』
- 『人生で大切なこと・そうでないこと』
- 『小さな感動のおすそ分け』
- 『毎朝１分で読めるを栄養剤』
- 『快老力』など多数。